# Santa Bárbara (departament)
Santa Bárbara – departament w zachodnim Hondurasie. Zajmuje powierzchnię 5115 km². W 2001 roku departament zamieszkiwało ok. 342,1 tys. mieszkańców. Siedzibą administracyjną jest Santa Bárbara.
Składa się z 28 gmin:

- Arada
- Atima
- Azacualpa
- Ceguaca
- Chinda
- Concepción del Norte
- Concepción del Sur
- El Nispero
- Gualala
- Ilama
- Las Vegas
- Macuelizo
- Naranjito
- Nueva Frontera
- Nuevo Celilac
- Petoa
- Protección
- Quimistán
- San Francisco de Ojuera
- San José de Colinas
- San Luis
- San Marcos
- San Nicolás
- San Pedro Zacapa
- Santa Bárbara
- Santa Rita
- San Vicente Centenario
- Trinidad